# Winfield Scott
Winfield Scott (født 13. juni 1786, død 29. maj 1866) var general i De Forenede Staters hær, diplomat og præsidentkandidat. Kendt som "Old Fuss and Feathers" og "Grand Old Man of the Army", var han general i den amerikanske hær længere end nogen anden, og de fleste historikere anser ham for den dygtigste general i sin tid.
I løbet af hans 50-årige tjenestetid kommanderede han styrker i Krigen i 1812, Black Hawk krigen, Seminolekrigene samt i en kort periode af den amerikanske borgerkrig, hvor han udtænkte Nordstaternes overordnede strategi, kaldet Anaconda planen, som blev brugt til at besejre Konføderationen.
Efter den Mexicansk-amerikanske krig, var han en national helt og militærguvernør i Mexico City. Han var så populær, at Whig-partiet i 1852
nominerede Scott som præsidentkandidat i stedet for den siddende Whig-præsident Millard Fillmore. Scott tabte til Demokraten Franklin Pierce ved valget, men forblev en populær person, og fik i 1856 tildelt midlertidig rang af generalløjtnant og blev dermed den første amerikaner siden George Washington med denne rang.

## Tidlige liv
Scott blev født på sin families farm i nærheden af Petersburg, Virginia. Han fik sin uddannelse på College of William & Mary og var advokat og korporal i kavaleriet i staten Virginias milits, inden han blev udnævnt til kaptajn i artilleriet i 1808. Scotts første år i hæren var stormfulde. Hans udnævnelse til oberst blev udskudt i et år som følge af en krigsret for lydighedsnægtelse efter at have kritiseret sin kommanderende general.

## Krigen i 1812
Under Krigen i 1812 blev Scott taget til fange under Slaget ved Queenston Heights i 1812, men blev frigivet ved en fangeudveksling. Derefter tog han til Washington D.C. for at lægge pres på Senatet, for at det skulle iværksætte straffeforanstaltninger over for britiske krigsfanger som gengældelse for, at briterne havde henrettet 13 amerikanske krigsfanger af irsk oprindelse, som blev fanget ved Queenston Heights (briterne opfattede dem som britiske statsborgere og landsforrædere). Senatet udformede en lov efter Scotts tilskyndelse, men præsident James Madison nægtede at føre den ud i livet, fordi han mente, at summarisk henrettelse af fanger var uværdigt for civiliserede nationer. I marts 1814 blev Scott udnævnt til midlertidig brigadegeneral. I juli 1814 kommanderede han den første brigade af den amerikanske hær under Niagara kampagnen og vandt Slaget ved Chippewa afgørende. Han blev såret under det blodige Slaget ved Lundy's Lane sammen med den amerikanske kommandør, generalmajor Jacob Brown, og den britisk/canadiske kommandør, generalløjtnant Gordon Drummond. Scott var så alvorligt såret, at han ikke gjorde aktiv tjeneste i resten af krigen.
Scott fik øgenavnet "Old Fuss and Feathers", fordi han insisterede på militær fremtoning og disciplin i hæren, som mest bestod af frivillige. I sine egne kampagner foretrak Scott at have en kerne af regulære tropper, når det var muligt.

## Nullifikation og Trail of Tears
I præsident Andrew Jacksons embedsperiode opmarcherede Scott De Forenede Staters styrker mod staten South Carolina under den såkaldte Nullifikationskrise.
I 1838 overtog han efter ordre fra præsident Andrew Jackson kommandoen over "Army of the Cherokee Nation", som havde hovedkvarter i Fort Cass og Fort Butler og udførte den første flytning af Cherokee indianere fra Georgia, North Carolina, Tennessee og Alabama – det, som senere blev kendt som Trail of Tears – tårernes vej.
Han hjalp også med til at dæmpe gemytterne hos myndighederne i staten Maine og den britisk-canadiske provins New Brunswick i den uerklærede og blodløse Aroostook krig i marts 1839.
Som følge af sin succes blev Scott udnævnt til generalmajor, som dengang var den højeste rang i den amerikanske hær, samt øverstkommanderende for hæren. Det skete i 1841, og han forblev på posten indtil 1861.
I sin tid i militæret kæmpede Scott også i Black Hawk krigen, Seminolekrigene, og ganske kort i den amerikanske borgerkrig.

## Scott som taktiker
Efter krigen i 1812 oversatte Scott adskillige af Napoleons manualer til engelsk. Efter anmodning fra krigsministeriet udgav Scott
Abstract of Infantry Tactics, Including Exercises and Manueuvres of Light-Infantry and Riflemen, for the Use of the Militia of the United States i 1830 til brug for de amerikanske militser.
I 1840 skrev Scott Infantry Tactics, Or, Rules for the Exercise and Maneuvre of the United States Infantry. Dette 3-binds værk var standarduddannelsesmanualen i den amerikanske hær, indtil William J. Hardees Tactics blev udgivet i 1855.
General Scott var meget interesseret i den professionelle udvikling af kadetterne på militærakademiet West Point.

## Mexicansk-amerikanske krig
Under den Mexicansk-amerikanske krig kommanderede Scott den sydlige af de to amerikanske hære, mens Zachary Taylor kommanderede den nordlige. I denne kampagne anvendte Scott en militærdoktrin, som skulle blive benyttet i alle efterfølgende krige: Angribe fjendens flanker ved hjælp af flådestyrker.
Ved at gå i land ved Veracruz fulgte han omtrent den samme rute, som Hernán Cortés havde taget i 1519 da denne angreb Mexico City.
Scotts modstander i denne kampagne var den mexikanske præsident og general
Antonio López de Santa Anna. Trods hede, regn og vanskeligt terræn vandt Scott slagene ved Cerro Gordo, Contreras, Churubusco og Slaget ved Molino del Rey. Dernæst angreb kan borgen Chapultepecudenfor Mexico City den 13. september 1847, hvorefter byen overgav sig. Da et stort antal mænd fra den mexicanske Saint Patrick's Bataljon blev taget til fange i slaget ved Churubusco, gav Scott ordre til, at de skulle hænges under slaget ved Chapultepec, når det amerikanske flag blev hejst over det mexicanske citadel. Det var en plet på Scotts generalieblad, da denne hændelse overtrådte adskillige regler for krigsførelse.
Som militærguvernør over Mexico City var han vellidt af både amerikanske og civile, mexicanske autoriteter. Scotts forfængelighed og korpulence førte til et slagord, som skulle forfølge ham i resten af hans politiske liv. Utilfreds med opgavefordelingen mellem ham selv og general Taylor skrev han bl.a. i et brev til krigsministeren William Marcy, at "omkring kl 18, netop som jeg satte mig for at tage en hurtig tallerken suppe...." Præsident Polks administration, som ønskede at sabotere Scotts ry, offentliggjorde straks brevet, og sætningen optrådte i politiske karikaturer og folkelige sange i resten af hans levetid.
Et andet eksempel på Scotts forfængelighed var hans reaktion på at tabe et spil skak til en ung fyr fra New Orleans ved navn Paul Morphy i 1846. Scott tog ikke sit nederlag til det 8-årige skakgeni særlig pænt.

## Politik
Under præsidentvalget i 1852 afviste Whig-partiet at genopstille præsident Millard Fillmore, som havde overtaget præsidentembedet, da helten fra den mexicansk-amerikanske krig general Zachary Taylor døde. I forsøget på at gentage successen opstillede de i stedet Scott, som stod overfor Franklin Pierce. Scotts ry som modstander af slaveriet underminerede hans stilling i Sydstaterne, mens partiets positive holdning til slaveri var en ulempe i Nordstaterne, og Scotts modkandidat var også veteran fra den Mexicansk-amerikanske krig. Pierce blev valgt med et overvældende flertal, mens Scott kun vandt i fire stater.
Selv om han ikke var blevet valgt, var Scott stadig en meget populær nationalhelt. I 1855 blev han udnævnt til midlertidig generalløjtnant, hvilket var første gang denne rang blev tildelt nogen siden George Washington.
I 1859 rejste Scott til den nordlige stillehavskyst for at forlige en grænsedragningsstrid med Storbritannien. Det drejede sig om San Juan Island, og striden var eskaleret til den såkaldte svinekrig. Den gamle general skabte god forståelse med briterne, og det lykkedes ham at finde en fredelig løsning.

## Borgerkrigen
Som øverstkommanderende for Unionens hære ved begyndelsen af den amerikanske borgerkrig vidste Scott udmærket, at han ikke selv kunne rykke i felten. Han tilbød kommandoen over unionshæren til oberst Robert E. Lee. Da Virginia trådte ud af Unionen i april 1861, trak Lee sig ud af hæren, og kommandoen over Unionens styrker i felten omkring Washington D.C. overgik til generalmajor Irvin McDowell.
Scott troede ikke på, at en hurtig sejr var mulig for Unionens styrker. Han udtænkte en langfristet plan for, hvordan Amerikas Konfødererede Stater kunne slås. Den gik ud på at besætte nøglepositioner, såsom Mississippi floden, nøglehavne på Atlanterhavskysten og i Den mexicanske Bugt og derefter rykke frem mod Atlanta. Denne Anaconda Plan blev nedgjort i aviserne, men i store træk var det denne strategi, Nordstaterne kom til at følge, især i det vestlige operationsområde, og gennem den succesfulde blokade af Sydstaternes havne. I 1864 blev den fortsat af general Ulysses S. Grant og udført af general William Tecumseh Sherman i Atlanta kampagnen og Shermans march til havet.
Scott kunne ikke gennemføre sin plan, fordi han fysisk var ude af stand til at rejse til fronten. Derfor følte han sig ude af stand til at give sin nye kommandør i felten, generalmajor George B. McClellan, en reprimande for hans stigende ulydighed. Dette, kombineret med politisk pres fra McClellans støtter i kongressen, resulterede i Scotts tilbagetræden den 1. november 1861, hvorefter McClellan efterfulgte ham som øverstkommanderende.
General Scott levede længe nok til at opleve Unionens sejr i borgerkrigen. Han døde i West Point i New York, og ligger begravet på West Point Cemetery.

## Arven
Scott gjorde tjeneste under samtlige præsidenter fra Thomas Jefferson til Abraham Lincoln, i alt 14 regeringer, og var general for 13 af dem i 47 år. Scotts papirer findes på William L. Clements Library på University of Michigan.
Scott County i staten Iowa er opkaldt efter Winfield Scott, fordi han var den officer, der var til stede ved underskrivelsen af fredsaftalen, som afsluttede Black Hawk krigen.
Scott County i Minnesota, Scott County i Tennessee og Winfeld i Tennessee er også opkaldt efter ham.
Det tidligere Fort Scott i Kansas blev også opkaldt efter ham ligesom byerne Scott Depot og Winfield i West Virginia. Scott Township i Mahaska County, Iowa, hed tidligere Jackson, men beboerne anmodede om at få navnet ændret som følge af deres stærke støtte til Scott under valget i 1852.
Hertil kommer, at Cerro Gordo og Buena Vista County i Iowa samt byen Churubusco i Indiana blev opkaldt efter slag, hvor Scott førte sine tropper til sejr.
Lake Winfield Scott nær Suches er Georgias højest beliggende sø.
Udtrukket "Great Scott!" kan først være sagt af en soldat under Winfield Scott.

## Yderligere læsning
- Eisenhower, John S.D., Agent of Destiny: The Life and Times of General Winfield Scott, University of Oklahoma Press, 1999, ISBN 0-8061-3128-4.
- Elliott, Charles Winslow, Winfield Scott: The Soldier and the Man, 1937.
- Johnson, Timothy D., "Winfield Scott: The Quest for Military Glory, University Press of Kansas, 1998, ISBN 0-7006-0914-8.
- Peskin, Allan, Winfield Scott and the Profession of Arms, 2003.